# Coprocessor

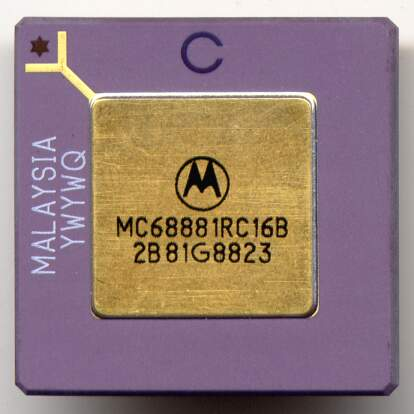
Motorola 68881 FPU

Een coprocessor is een processor die dient ter aanvulling van de functies van de hoofdprocessor of CPU. Een coprocessor maakt het mogelijk bepaalde processor-intensieve taken uit te voeren zonder de hoofdprocessor te belasten. Bestaande functionaliteiten zijn geheugenbeheer, drijvende-kommabewerkingen, grafische functies, signaalverwerking, stringbewerkingen en encryptie. Coprocessoren zijn optioneel, waardoor een klant kan kiezen voor een systeem met of zonder de coprocessor, met verschillende prijspunten.
Coprocessoren verschenen voor het eerst op mainframes. In de jaren 80 en 90 waren er diverse coprocessoren voor de toonaangevende merken van microprocessoren Intel en Motorola.

## Intel
Bekende coprocessoren bij Intel waren de FPU's 80287 en 80387. Er waren ook onafhankelijke producenten van coprocessoren zoals Cyrix, IIT en Weitek.

## Motorola
Bekende coprocessoren binnen de Motorola 68000-familie waren de 68851 MMU en de 68881 en 68882 FPU's.